# Primera División (Argentina)
La Primera División, nota anche come Liga Profesional de Fútbol (LPF) o Copa Sur Finanzas per motivi di sponsorizzazione, è il massimo livello del campionato di calcio argentino, organizzato dalla Asociación de Fútbol Argentino (AFA) dal 1893, a parte la parentesi delle edizioni 2017-2018 e 2019-2020, organizzate dalla Superliga Argentina. Dopo la dissoluzione di quest'ultima organizzazione, la AFA ha ripreso il controllo dell'organizzazione della Primera División attraverso la costituzione al suo interno della Liga Profesional de Fútbol Argentino.
L'International Federation of Football History & Statistics (IFFHS) considera la Primera División argentina come uno dei migliori campionati al mondo. Nel suo ultimo report del 2020, l'IFFHS l'ha classificata al 6º posto.
La Primera División argentina si può vantare del record di essere l'unico campionato al mondo ad essere stato ininterrottamente disputato dal 1893, ovvero da 132 anni senza interruzioni. Inoltre, considerando che in diversi periodi di tempo il campionato aveva due edizioni semestrali (apertura e clausura) all'anno con due vincitori annuali (o anche tre, come nell'edizione 1936, oppure in quella 2012-2013), la Primera División è anche il campionato che ha attribuito più titoli nazionali nella storia del calcio mondiale.
Il miglior marcatore del campionato argentino è il paraguaiano Arsenio Erico, con 295 gol, mentre l'argentino Bernabé Ferreyra ha la miglior media-gol, 1,05 (208 reti in 197 gare disputate).

## Storia
Il percorso storico della Primera División argentina può essere diviso in due periodi storici differenti, conosciuti rispettivamente come il periodo amatoriale (amateurismo) e il periodo professionale (profesionalismo). Il periodo amatoriale è durato dal 1891 al 1934, ovvero dalla fondazione della prima lega calcistica argentina, la Argentine Association Football League (AAFL) fino alla nascita della Asociación del Football Argentino, frutto della fusione avvenuta tra la Asociación Argentina de Football (Amateurs y Profesionales), ovvero la federazione argentina riconosciuta dalla FIFA e la dissidente Liga Argentina de Football, che dal 1931 aveva organizzato quattro tornei proclamando dei propri campioni nazionali.
In conseguenza di questa momentanea scissione, gli ultimi quattro campionati dell'era amatoriale si sono sovrapposti ai primi quattro campionati dell'era del profesionalismo. Nonostante lo svolgimento di due campionati separati in ogni anno intercorso tra il 1931 ed il 1934, la AFA attualmente riconosce come ufficiali entrambe le due competizioni svoltesi in contemporanea.

### L'era amatoriale

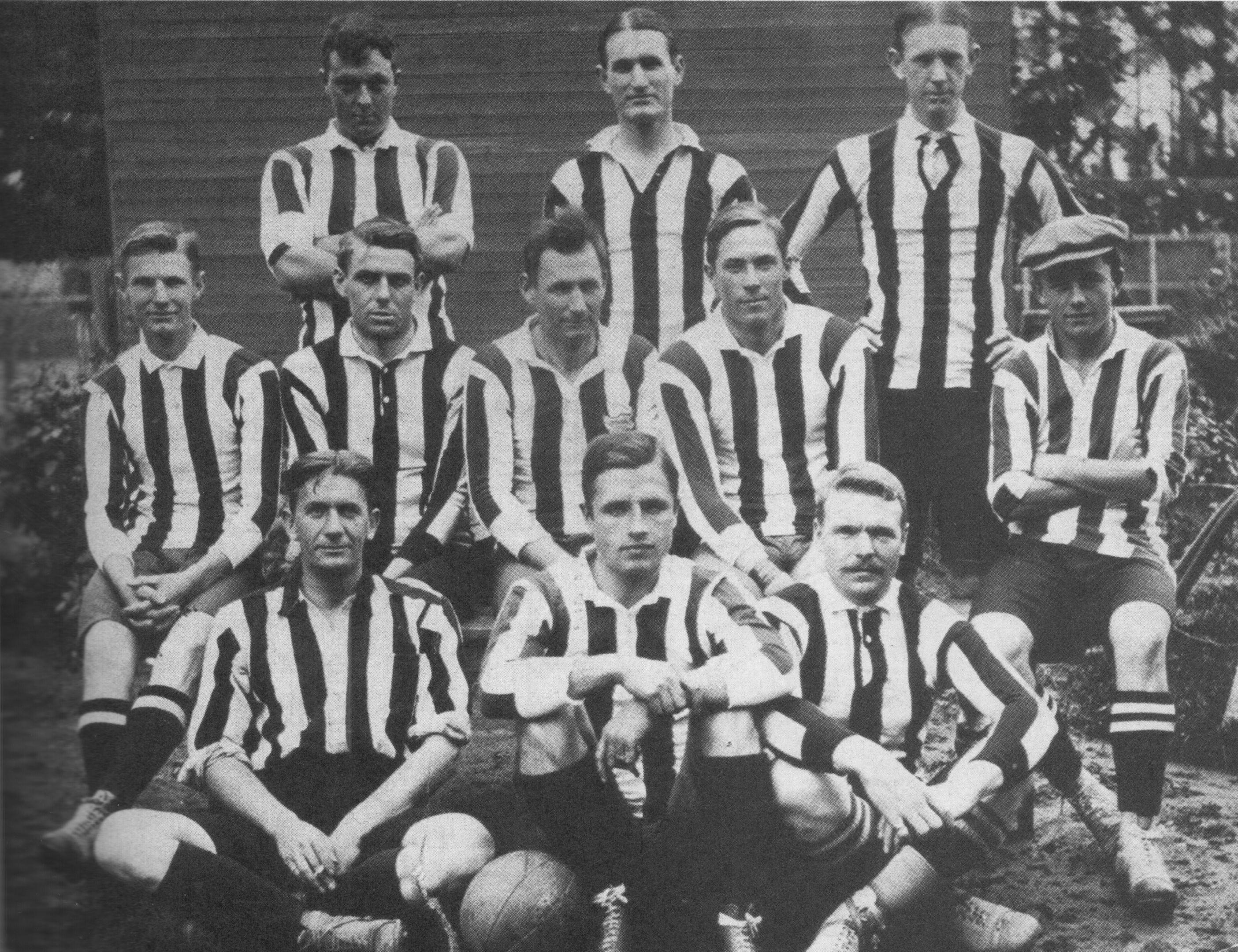
La formazione dell' del 1910. L'Alumni ha vinto 10 campionati argentini durante l'era amatoriale, incluso quello vinto con il nome di Buenos Aires English High School Athletic Club.

La prima partita di calcio disputata in Argentina risale al 20 giugno 1867, quando le formazioni di due college britannici si sono affrontate nel campo sportivo del Buenos Aires Cricket Club. Ma il vero primo impulso determinante all'attività calcistica in Argentina è da attribuire ad Alexander Watson Hutton, migrante di origine scozzese giunto in Argentina nel 1882 e considerato il vero padre del calcio argentino. Grazie alla sua attività di insegnante e di organizzatore dei primi tornei, prese avvio l'attività calcistica in Argentina.
Fu così che Hutton fondò nel 1891 la prima Argentine Association Football League, la quale tuttavia ebbe vita breve, sciogliendosi soltanto alla fine dello stesso anno. Dopo una parentesi di un anno, il 21 febbraio 1893 nacque la seconda e definitiva Argentine Association Football League, presieduta dallo stesso Alexander Watson Hutton. La neonata AAFL organizzò nello stesso anno la disputa della prima edizione di uno dei campionati più antichi del mondo, successivo soltanto al campionato inglese e dei Paesi Bassi (1889), e più antico del campionato belga (1896), italiano (1898) e tedesco (1903).
La AAFL ottenne l'affiliazione alla FIFA nel 1912 e durante i suoi primi anni di vita cambiò più volte la sua denominazione ufficiale:
- nel febbraio 1903 modificò il suo nome in Argentine Association Football;
- nel febbraio 1912 si trasformò in Asociación Argentina de Football;
- nel novembre 1926 cambiò nuovamente nome in Asociación Amateurs Argentina de Football;
- nel giugno 1931 assunse il nome di Asociación Argentina de Football (Amateurs y Profesionales).

Nel novembre 1934 quest'ultima organizzazione si fuse con la dissidente Liga Argentina de Football, costituendo la Asociación del Football Argentino. Tale ultima denominazione si è cristallizzata nel tempo fino al 1946, quando si sono volute eliminare le ultime tracce del retaggio inglese nel nome della federazione calcistica, assumendo il nome definitivo e attuale di Asociación del Fútbol Argentino. Durante l'era amatoriale sono state fondate ben tre federazioni calcistiche "dissidenti": la Federación Argentina de Football (1912-1914), la Asociación Amateurs de Football (1919-1926) e la già menzionata Liga Argentina de Football (1931-1934). La AFA attualmente riconosce come suoi predecessori storici tali associazioni calcistiche.

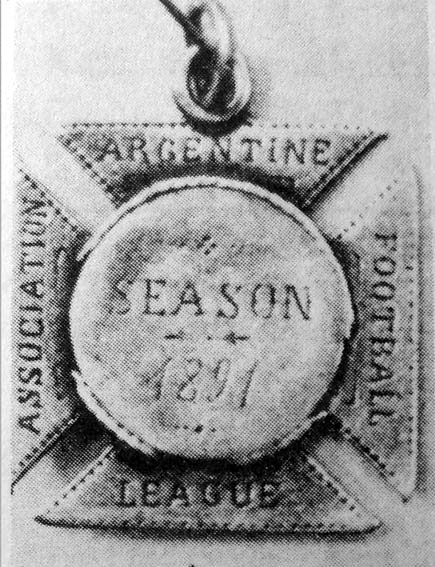
La medaglia commemorativa ottenuta dai giocatori del Saint Andrew's dopo la disputa della "finale" contro l'Old Caledonians nel 1891.

La prima edizione del campionato argentino, nel 1891, venne vinta curiosamente da due squadre. Dopo la disputa di 8 giornate, il Saint Andrew's e l'Old Caledonians si ritrovarono entrambe in testa alla classifica, con 13 punti. La Asociación proclamò entrambe le squadre campioni nazionali, tuttavia le obbligò a disputare uno spareggio per attribuire la medaglia commemorativa. Tale "finale" venne vinta dal Saint Andrew's ed è per questo motivo che attualmente la AFA riconosce quest'ultima come unico campione della prima edizione del campionato.
Nei suoi primi anni di vita, il campionato argentino è stato dominato dalle squadre e dai giocatori di origine britannica, soprattutto scozzesi. Questo predominio durò fino agli anni '10 del Novecento, quando aumentò il numero di squadre con giocatori di origine indigena. L'Alumni, squadra che vinse diversi campionati nei primi anni del Novecento, si sciolse dopo la vittoria del campionato 1911, segnando la fine definitiva del dominio britannico sul calcio argentino. Tuttavia, negli anni successivi la presenza britannica tra i componenti delle squadre argentine rimase importante fino agli anni '20, e diversi discendenti di giocatori britannici continuarono a militare nel massimo campionato argentino anche negli anni successivi.

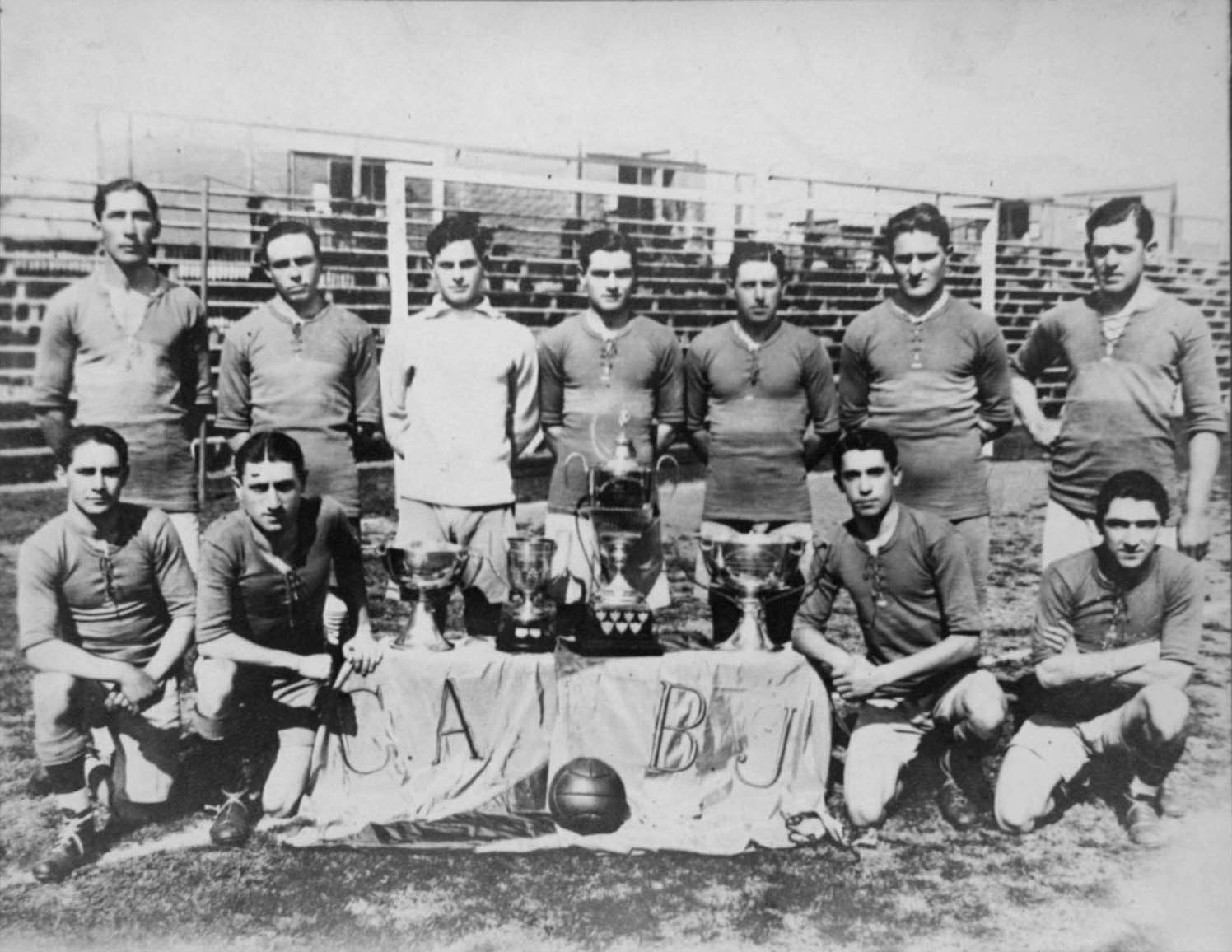
La squadra del con i suoi quattro trofei conquistati nel 1919: la Copa de Competencia Jockey Club, la Copa Campeonato, la Cup Tie Competition e la Copa Ibarguren.

La fine dell'era amatoriale arrivò nel 1931 con l'avvento del professionismo grazie alla nascita della Liga Argentina de Football, federazione calcistica "dissidente", non federata alla FIFA e creata da alcune squadre con giocatori professionisti. Nonostante la nascita di quest'ultima organizzazione, la Asociación Argentina de Football (Amateurs y Profesionales) continuò ad organizzare dei propri campionati paralleli fino al 1934, ovvero l'anno in cui si unì alla Liga Argentina per costituire la Asociación del Football Argentino, un'unica federazione calcistica argentina che prese il controllo dell'organizzazione del campionato argentino di calcio a partire dall'edizione 1935. Durante la fine dell'epoca amatoriale, molti giocatori argentini lasciarono l'Argentina per trasferirsi in Europa, giocando come professionisti nelle più prestigiose squadre del Vecchio Continente, soprattutto in Italia. Tra questi vanno citati Luis Monti, Renato Cesarini e Raimundo Orsi, che fecero la fortuna della Juventus e della nazionale di calcio italiana negli anni '20 e '30 del secolo scorso.

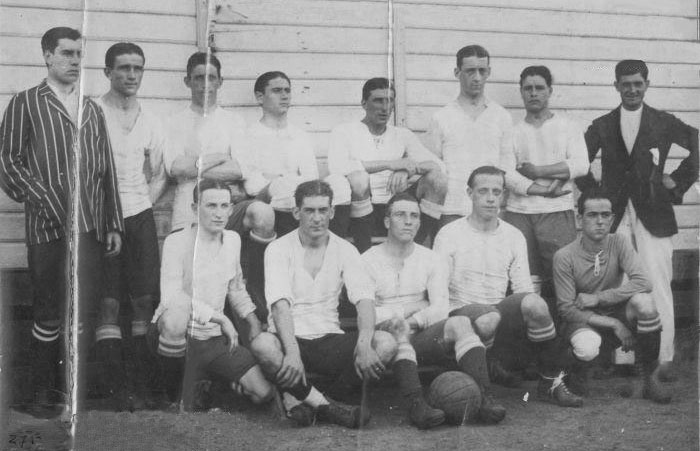
Il, campione per ben sette volte nel decennio degli anni '10.

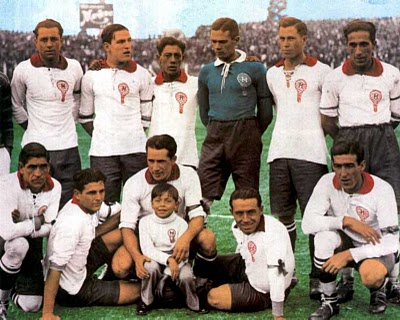
L', quattro volte campione nazionale negli anni '20.

Durante l'era amatoriale e fino al 1938, ovvero già nel profesionalismo, il campionato di Primera División vide la partecipazione di squadre quasi esclusivamente di Buenos Aires, del suo conurbano e della città di La Plata. Poche le eccezioni: il Rosario Athletic Club nel 1894; il Lobos Athletic Club nel 1894. 1898 e 1899; il Reformer di Campana tra il 1905 e il 1909. Questa quasi esclusiva partecipazione di squadre della capitale e delle sue immediate vicinanze fu dovuta al fatto che la AFA (e le entità sue predecessori) organizzarono tornei calcistici solo in questa regione, mentre le squadre del cosiddetto interior dell'Argentina non si affiliavano alla AFA, bensì si legavano alle rispettive leghe calcistiche regionali sparse su tutto l'enorme territorio dell'Argentina. Trae origine da questa antica divisione il binario "parallelo" (che ancora attualmente esiste) nella struttura dei campionati argentini. Le squadre originarie di Rosario che parteciparono a diverse coppe nazionali durante questi anni, organizzati sia dalla federazione "ufficiale" sia da quelle "dissidenti", vi presero parte soltanto come invitate a tali manifestazioni e non potendo comunque partecipare ai tornei di Primera División.

### L'era professionistica

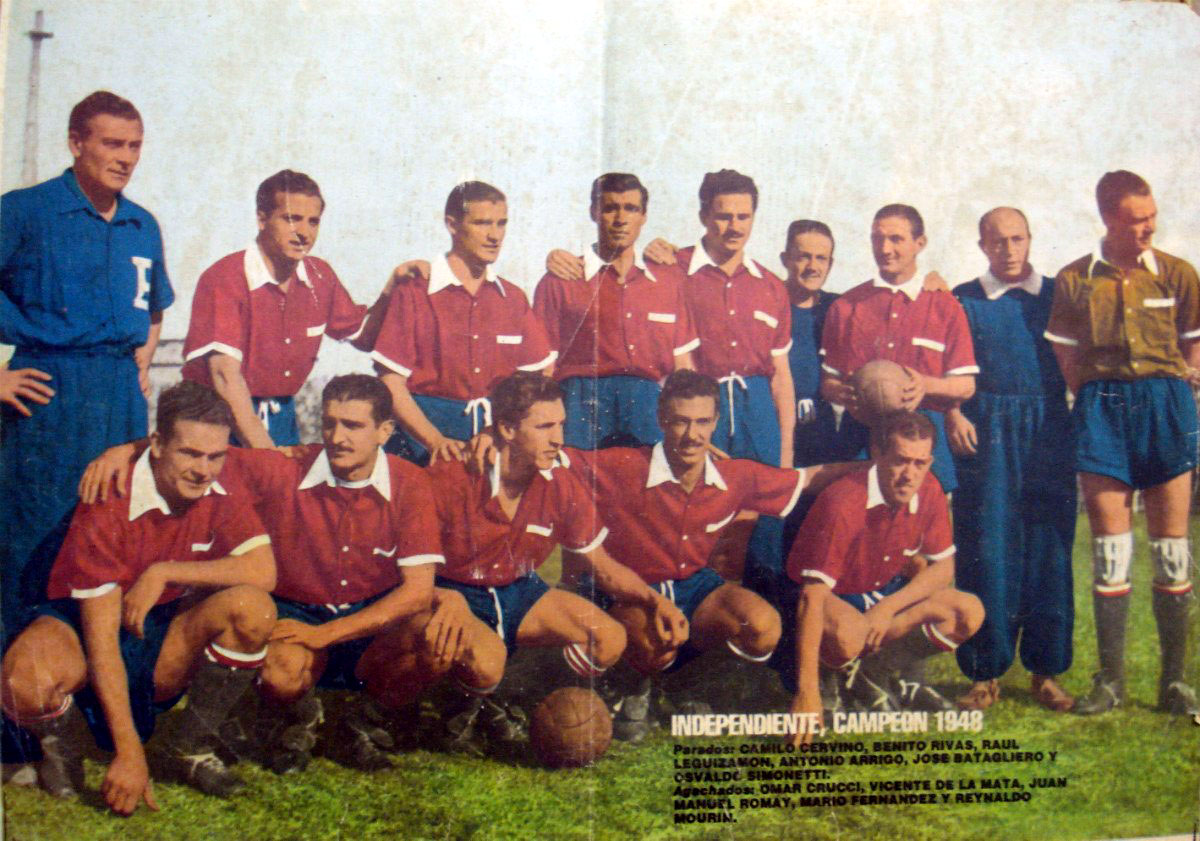
La formazione dell', campione nazionale nel campionato del 1948.

Alla fine degli anni '20 l'organizzazione del campionato di calcio argentino divenne sempre più difficile. Si arrivò ad organizzare campionati con 36 squadre, comportando quindi la programmazione delle partite anche nel periodo estivo e addirittura nell'anno seguente a quello di inizio del torneo, con la conseguente perdita di interesse da parte dei tifosi.
Il 10 aprile 1931 i calciatori decisero di iniziare uno sciopero allo scopo di ottenere prima di tutto il riconoscimento del carattere professionale della loro attività sportiva e per ottenere anche regole più certe per quanto riguarda il trasferimento dei giocatori da una squadra all'altra, la libertà di contrattazione e l'obbligo di richiedere il consenso della squadra di origine per ottenere il tesseramento di un giocatore.

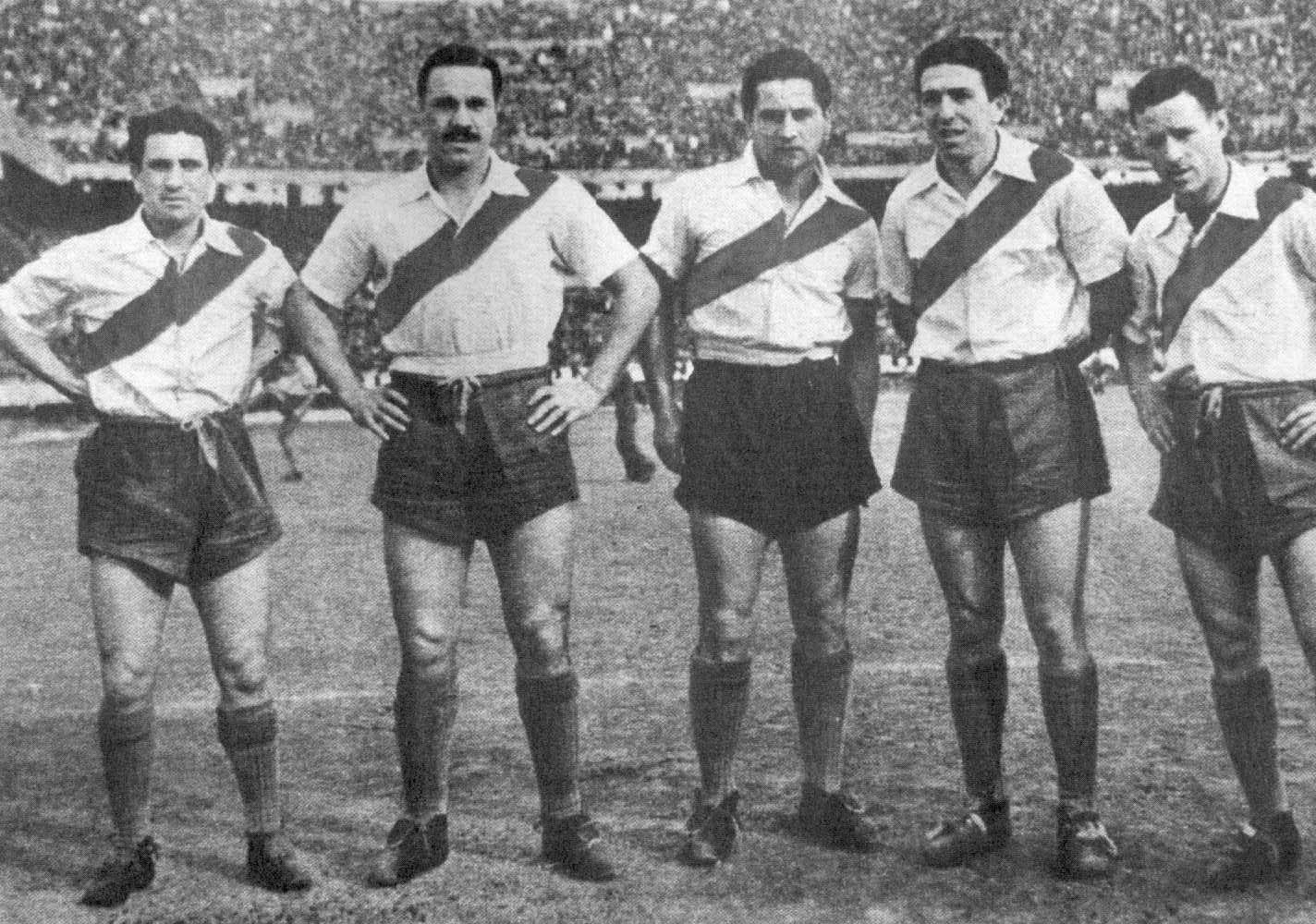
La linea d'attacco del River Plate degli anni '40, conosciuta come La Maquina ("la Macchina"): Juan Carlos Muñoz, José Manuel Moreno, Adolfo Pedernera, Angel Labruna e Félix Loustau.

Allo scopo di risolvere tale situazione, la Asociación Amateurs Argentina de Football decise di organizzare una riunione coinvolgendo tutte le squadre ad essa affiliate. Fu il rappresentante del Racing Club a proporre una soluzione, ovvero creare una federazione calcistica parallela riservata alle squadre di Buenos Aires, del suo conurbano, di La Plata e di Rosario con giocatori professionisti. In molti rifiutarono la proposta del rappresentante del Racing, dato che la soluzione poteva favorire soltanto alcune delle squadre partecipanti al campionato, non tutte. A seguito della spaccatura in tale riunione, il 18 maggio 1931 ben 18 squadre (Atlanta, Argentinos Juniors, Boca Juniors, Chacarita Juniors, Estudiantes (LP), Ferro Carril Oeste, Gimnasia (LP), Huracán, Independiente, Lanús, Platense, Quilmes, Racing Club, River Plate, San Lorenzo, Talleres (C), Tigre e Vélez Sarsfield) decisero di uscire dalla Asociación e di creare una loro federazione calcistica, la Liga Argentina de Football, riservata a squadre con giocatori professionisti. Si venne così a creare il primo torneo calcistico professionistico in Argentina. La federazione calcistica professionistica e quella amatoriale vissero separate fino al 1934, quando la Liga Argentina de Football e la Asociación Argentina de Football (Amateurs y Profesionales) decisero di unirsi il 3 novembre 1934, creando la Asociación del Football Argentino.
Con la nascita di un vero e proprio campionato professionistico, le squadre dell'interior argentino cominciarono a chiedere di poter partecipare a quello che era diventato il torneo calcistico più importante del paese. Dagli anni '30 agli anni '50 la AFA accolse quindi diverse richieste di affiliazione di alcune di queste squadre, anche se si ammise l'affiliazione soltanto di squadre della provincia di Buenos Aires e delle città di Rosario e di Santa Fe o delle loro rispettive province e ne derivò che il processo di affiliazione alla AFA non riguardò tutto il paese, ma soltanto alcune aree geograficamente limitate. Dopo numerosi tentativi e riunioni, nel 1939 fu ammessa la richiesta di affiliazione alla AFA del Rosario Central e del Newell's Old Boys di Rosario. Nel 1940 ottenne l'affiliazione l'Unión (SF) di Santa Fe anche se soltanto in Segunda División (ottenne la sua prima promozione in Primera nel 1967). Nel 1943 ottenne l'affiliazione alla AFA il Central Córdoba (R) di Rosario, anch'essa in Segunda División (e che riuscì ad ottenere la promozione nel 1958). Nel 1948 fu la volta del Colón (SF) di Santa Fe (che arrivò in Primera nel 1966). Il 1952 fu ammesso alla AFA il Sarmiento (J) di Junín (e che giunse per la prima volta in Primera nel 1981).

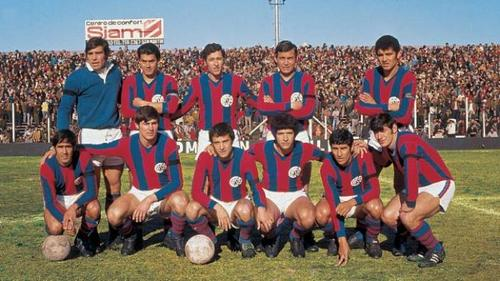
Los Matadores, ovvero la formazione del vincitrice del Torneo Metropolitano 1968.

Tranne che nelle edizioni del 1934 e del 1936, il campionato di Primera División venne organizzato come un torneo all'italiana, con gironi di andata e ritorno da disputarsi lungo la durata dell'anno solare. Nel 1966, su iniziativa del presidente dell'epoca della AFA, Valentín Suárez, si determinò un cambio nell'organizzazione dei vari campionati destinato a permettere anche alle squadre dell'interior affiliate alle leghe calcistiche regionali di poter competere contro le squadre direttamente affiliate alla AFA. Da quel momento in poi, nella prima parte di ogni anno solare si sarebbero disputati in contemporanea i vari tornei delle leghe regionali e il cosiddetto Metropolitano (denominato in tal modo perché ad esso partecipavano quasi esclusivamente squadre di Buenos Aires e delle sue immediate vicinanze); nella seconda parte dell'anno si sarebbe disputato il Nacional, a cui avrebbero preso parte le migliori squadre dei tornei delle leghe regionali e del Metropolitano grazie ad un sistema di qualificazione. Nelle sue prime tre edizioni, il Nacional venne disputato con un girone di sola andata; successivamente il suo formato cambiò trasformandosi in una sorta di coppa, con gironi eliminatori e fasi finali ad eliminazione diretta. 

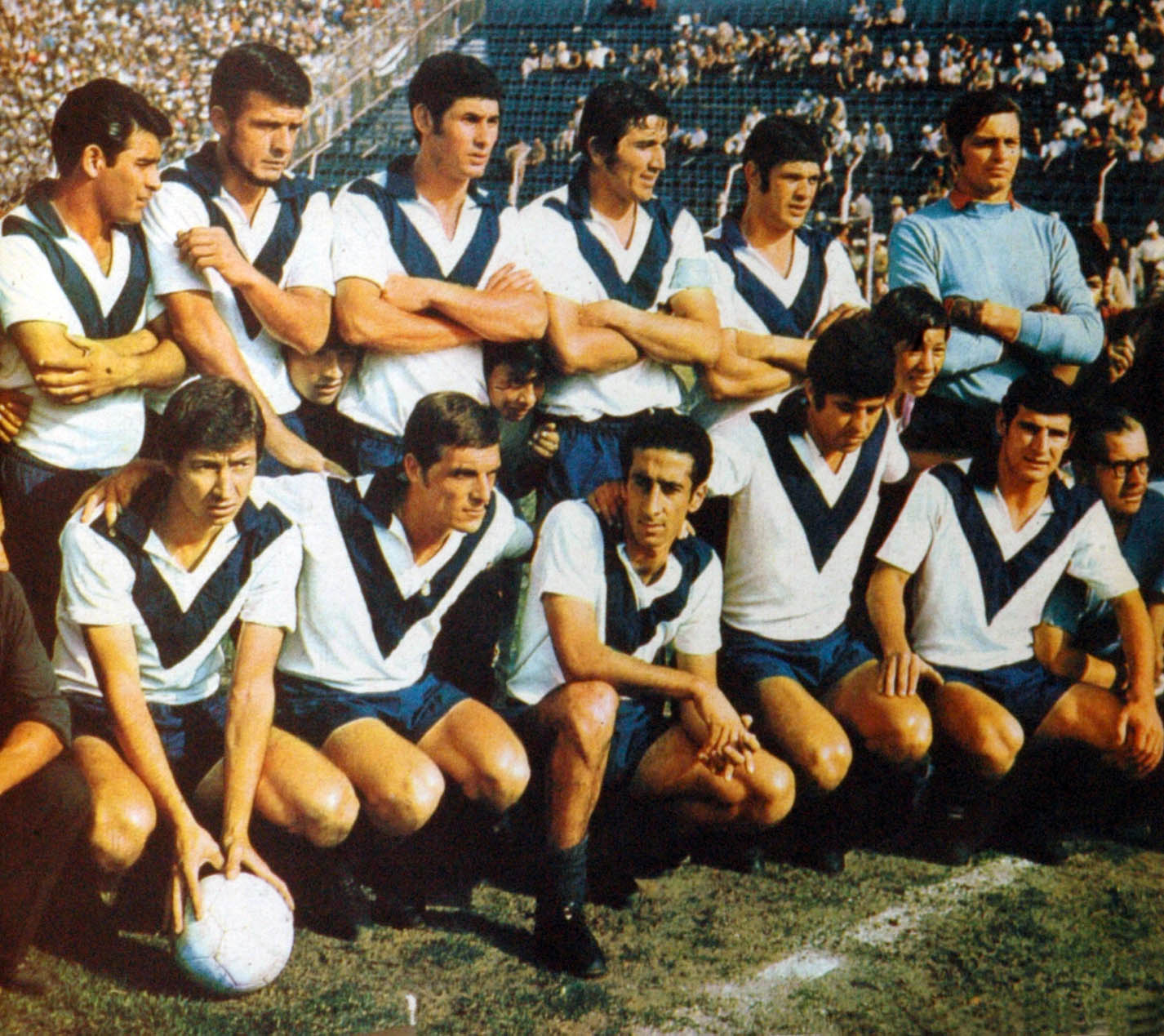
Il del 1968, anno in cui vinse il suo primo titolo nazionale.

Grazie a questa "rivoluzione" del 1966, il calcio argentino cambiò notevolmente, guadagnando l'interesse e la passione di sempre più tifosi. Una delle conseguenze fu anche la vittoria del titolo nazionale di squadre che fino a quegli anni non lo avevano mai ottenuto: nel 1967 vinse il campionato l'Estudiantes (LP); nel 1968 il Vélez Sarsfield, nel 1969 il Chacarita Juniors, nel 1973 l'Huracán. Fino a quel momento, infatti, ad aggiudicarsi il titolo erano state quasi soltanto cinque grandi squadre, ovvero Boca Juniors, River Plate, Independiente, Racing Club e San Lorenzo. Per la prima volta nel 1971 il campionato venne vinto da una squadra dell'interior, ovvero il Rosario Central, che rivinse il titolo nel 1973. L'anno successivo, il 1974, il campionato venne vinto anche dall'altra squadra di Rosario, il Newell's Old Boys. Si venne a determinare, insomma, una maggiore competitività del campionato argentino.
Un altro cambiamento importante si ebbe a partire dal 1979. Con la risoluzione n. 1309 del 15 agosto 1979, la AFA accolse tra le sue squadre direttamente affiliate un'altra squadra dell'interior argentino, il Talleres (C), che a partire da quel momento poté disputare il Torneo Metropolitano, il quale intanto cambiò nome ufficiale passando a denominarsi Campeonato de Primera DIvisión (anche se il vecchio nome di Torneo Metropolitano rimase di uso comune). Nella stessa riunione di ammissione alla AFA del Talleres, la federazione calcistica argentina decise di continuare nella sua politica di accoglimento di altre squadre dell'interior tra le sue file. Si stabilì la regola che qualsiasi squadra non direttamente affiliata alla AFA che fosse riuscita ad ottenere l'accesso al Torneo Nacional per due volte in tre stagioni avrebbe ottenuto come "premio" l'affiliazione diretta. Grazie a questa nuova regola, nel decennio degli anni '80 altre due squadre di Córdoba riuscirono ad ottenere tale affiliazione diretta, ovvero l'Instituto (C) nel 1981 e il Racing nel 1982. Nello stesso 1982 venne decisa l'inversione della disputa dei due tornei nell'anno solare: da quel momento in poi si sarebbe disputato il Nacional nel primo semestre dell'anno, e il Metropolitano nel secondo semestre.

### Continui cambiamenti
Da questo periodo in poi, si può definire una fase (che perdura ancora oggi) di continui cambiamenti di formato del torneo di Primera División. Dopo la disputa del Torneo Nacional 1985, conclusosi nel primo semestre dell'anno, si passò alla disputa di un torneo unico con partite di andata e ritorno, in contemporanea con la disputa dei tornei calcistici europei, ovvero tra il secondo semestre di un anno e il primo semestre dell'anno successivo. Venne modificato poi il sistema di accesso alla Primera División delle squadre non direttamente affiliate alla AFA, creando un sistema di promozioni e retrocessioni e costituendo un nuovo campionato di seconda divisione, la Primera B Nacional. Tuttavia, nonostante questa possibile ulteriore apertura di possibilità per le squadre dell'interior argentino, da quel momento in poi a vincere il titolo sono state squadre provenienti esclusivamente da Buenos Aires, Rosario e La Plata.
Con la stagione 1990-1991, la Primera División cambiò nuovamente formato, introducendo la disputa di due tornei separati: il Torneo Apertura nel secondo semestre di anno, e il Torneo Clausura nel primo semestre dell'anno successivo. Le vincenti dei due tornei avrebbero quindi disputato una finale per determinare la squadra campione. La finale tra le due vincenti di Apertura e Clausura venne però subito eliminata a partire dalla stagione 1991-1992, determinando così la proclamazione di due titoli nazionali in ogni stagione. Con la stagione 2012-2013 si ritornò alla disputa della finale tra le due squadre vincenti i rispettivi tornei semestrali, che cambiarono nome in Torneo Inicial e Torneo Final, ma si mantenne l'attribuzione dei due singoli titoli nazionali, aggiungendone addirittura un terzo alla squadra vincente la finale. Conseguentemente, nel luglio 2013 la AFA riconobbe la validità ufficiale (fino a quel momento non riconosciuta) dei tre titoli nazionali messi in palio nel lontano 1936, convertendoli retroattivamente nell'antecedente storico del nuovo sistema di disputa. Tuttavia, a partire dalla stagione 2013-2014, la AFA decise di non attribuire più tre titoli nazionali, bensì uno soltanto alla squadra vincente della finale della Copa Campeonato.
il 3 giugno 2014 la AFA approvò una nuova riforma del campionato allo scopo di ritornare al sistema di disputa lungo il corso dell'anno solare, ma con l'inclusione di un maggior numero di squadre in Primera División. Per questo motivo si disputò un Torneo de Transición, con un solo girone di sola andata e senza retrocessioni. Tuttavia, nonostante si fosse deciso che a partire dal 2015 si fosse ritornati alla disputa di due tornei semestrali lungo l'arco dell'anno solare (con l'allargamento del campionato a 30 squadre), nella riunione dell'11 novembre 2014 il Comitato Esecutivo della AFA propose una nuova modifica per il campionato 2015 che provocò una grave crisi in cui intervenne anche il governo argentino. La AFA quindi decise di tornare sui suoi passi e di approvare definitivamente la decisione del giugno 2014, organizzando la disputa di un torneo con un girone di sola andata e la disputa di una giornata aggiuntiva di clásicos, ovvero di sfide predeterminate dalla AFA sulla base (nella maggioranza dei casi) delle rivalità calcistiche.
Successivamente la AFA volle tornare a far disputare il campionato argentino in contemporanea al classico calendario calcistico europeo, ovvero tra il secondo semestre di un anno e il primo semestre dell'anno successivo, allo scopo di coordinare le finestre temporali di trasferimento dei giocatori, dichiarando contemporaneamente la volontà di ridurre il numero di squadre in Primera División (arrivate a 30 nel 2014). Si venne così ad organizzare un nuovo Torneo de Transición durante il primo semestre del 2016, con la divisione delle 30 squadre in due gruppi da 15 squadre e la disputa di un torneo lungo la durata di 16 giornate, prevedendo una sola retrocessione ed una nuova promozione dalla Primera B Nacional.
Nel secondo semestre 2016 si cominciò la disputa di un torneo dalla struttura simile al campionato 2015 ma da disputarsi in contemporanea al calendario europeo (quindi concludendosi nel primo semestre 2017) e prevedendo ben 4 retrocessioni e 2 sole promozioni dalla Primera B Nacional, nell'ambito del piano di riduzione delle squadre in Primera División deciso nel 2015.

### La breve esperienza dellaSuperligae laLiga Profesional
Con la disputa del campionato 2017-2018 prese avvio la breve esperienza della Superliga Argentina, ovvero l'organizzazione del campionato di Primera División da parte di un organismo autonomo dalla AFA, sulla falsariga della Premier League inglese, allo scopo di migliore l'amministrazione economica e sportiva del campionato argentino. La Superliga, nata anche con l'appoggio dell'allora presidente argentino Mauricio Macri (il quale, secondo alcuni, avrebbe appoggiato il progetto per spingere le squadre argentine a trasformarsi in vere e proprie società anonime sportive, abbandonando l'attuale struttura delle società sportive come associazioni su base elettiva), ebbe tuttavia vita breve, riuscendo ad organizzare soltanto tre campionati e sciogliendosi il 20 marzo 2020, restituendo la gestione diretta del campionato di Primera División alla AFA.
Sotto l'egida della neonata Superliga, dunque, la stagione 2017-2018 vide un nuovo ulteriore cambio nel formato, con la soppressione della giornata di clásicos, ma mantenendo il piano di riduzione delle squadre. Dopo molto tempo, il torneo 2018-2019 si giocò con lo stesso formato della stagione precedente, in un torneo a 26 squadre. Con la stagione 2019-2020, che vide la partecipazione di 24 squadre (continuando il piano di riduzione delle squadre partecipanti iniziato nel 2015), la Superliga introdusse la disputa di una Copa de la Superliga allo scopo di determinare le retrocessioni (ridotte a 3) e la qualificazione alle coppe internazionali. L'interruzione di questo progetto avvenne a causa dello scoppio della pandemia di COVID-19, che obbligò lo stop alla disputa del campionato e la necessità di una nuova ristrutturazione del formato.
Con la dissoluzione della Superliga, la AFA tornò in pieno controllo della gestione amministrativa e sportiva della Primera División, ma con una decisione del maggio 2020 si costituì un organismo interno alla AFA a cui demandare la gestione del torneo, l'attuale Liga Profesional. Per venire incontro alle difficoltà economico-finanziarie delle squadre provocate dalla crisi della pandemia di COVID-19, la AFA decise di bloccare le retrocessioni; inoltre la neonata Liga Profesional organizzò la disputa di una speciale manifestazione, la Copa Diego Armando Maradona (in onore del defunto fuoriclasse argentino), per determinare le squadre qualificate alle coppe internazionali a cavallo tra il 2020 e il 2021. La Liga Profesional quindi decise di tornare, a partire dal campionato 2021, a disputare il campionato di Primera División durante l'arco solare, abbandonando il progetto di disputa contemporaneo al calendario europeo.

## Le squadre
Sono 170 le squadre ad aver preso parte alle 139 stagioni della Primera División che sono stati disputati a partire dal 1891 fino alla stagione 2025 (della quale si riportano in grassetto le squadre partecipanti):
- 117 volte:  River Plate
- 114 volte:  Boca Juniors,  Independiente,  Racing Club
- 113 volte:  Estudiantes (LP)
- 111 volte:  San Lorenzo
- 105 volte:  Vélez Sarsfield
- 101 volte:  Gimnasia (LP),  Huracán
- 86 volte:  Newell's Old Boys
- 85 volte:  Lanús
- 82 volte:  Argentinos Juniors,  Rosario Central
- 80 volte:  Ferro Carril Oeste
- 79 volte:  Banfield,  Platense
- 64 volte:  Atlanta
- 62 volte:  Quilmes
- 61 volte:  Chacarita Juniors
- 59 volte:  Tigre
- 44 volte:  Colón (SF)
- 41 volte:  Unión (SF)
- 38 volte:  Talleres (C)
- 33 volte:  Belgrano
- 32 volte:  Estudiantes (BA)
- 22 volte:  Arsenal Sarandí
- 20 volte:  Atl. Tucumán,  San Martín (T)
- 19 volte:  All Boys,  Almagro,  Barracas Central,  Godoy Cruz,  Temperley
- 18 volte:  Gimnasia (J),  Instituto (C),  Nueva Chicago
- 16 volte:  Racing (C),  San Martín (SJ)
- 15 volte:  Dep. Español
- 14 volte:  Olimpo
- 13 volte:  Talleres B.A.
- 12 volte:  Defensa y Justicia
- 11 volte:  Aldosivi
- 10 volte:  San Lorenzo (MdP),  Sarmiento (J)
- 9 volte:  Gimnasia (M),  San Martín (M)
- 8 volte:  Atlético Rafaela,  Central Córdoba (SdE),  Chaco For Ever,  Dep. Mandiyú,  Independiente Rivadavia,  Patronato
- 7 volte:  Central Norte (S)
- 6 volte:  Altos Hornos Zapla,  Cipolletti,  Juv. Antoniana,  Kimberley (MdP),  Los Andes
- 5 volte:  Atl. Ledesma
- 4 volte:  Gimnasia (S),  Guaraní A.F.
- 3 volte:  A. Concepción,  Desamparados,  Estudiantes (RC),  Huracán (CR),  Loma Negra
- 2 volte:  Central Córdoba (R),  Dep. Armenio,  Dep. Riestra,  Dep. Roca,  Huracán de Bahia Blanca,  Huracán (SR),  Juventud Alianza
- 1 volta:  Alianza (CC),  Alvarado,  Andino,  Argentino (Q),  Atlético Argentino,  Atlético Regina,  Atlético Uruguay,  Bartolomé Mitre,  Círculo Dep. (O),  Concepción FC (T),  Crucero (M),  Deportivo Morón,  Don Orione,  Estudiantes (SdE),  Ferro (GP),  Güemes (SdE),  Huracán Corrientes,  Huracán (LH),  Huracán (TA),  Independiente (T),  Juv. Unida (SL),  J. Newbery (J),  Mariano Moreno,  Puerto Comercial,  Renato Cesarini,  Sarmiento (R),  Santamarina,  Santa Rosa,  San Telmo,  Sp. Italiano,  Sp. Patria (F),  Tiro Federal,  Trinidad,  Unión (GP),  Unión San Vicente

 Sono presenti solo le 108 squadre che hanno partecipato sia a campionati dilettantistici che professionali.

### Squadre partecipanti
Attualmente, nella Liga Profesiónal 2025 partecipano le 30 squadre seguenti.
| Club                    | Città                 | Stadio                              |
| ----------------------- | --------------------- | ----------------------------------- |
| Aldosivi                | Mar del Plata         | José María Minella                  |
| Argentinos Juniors      | Buenos Aires          | Diego Armando Maradona              |
| Atl. Tucumán            | San Miguel de Tucumán | Monumental José Fierro              |
| Banfield                | Banfield              | Florencio Sola                      |
| Barracas Central        | Buenos Aires          | Claudio Tapia                       |
| Belgrano                | Córdoba               | Gigante de Alberdi                  |
| Boca Juniors            | Buenos Aires          | La Bombonera                        |
| Central Córdoba (SdE)   | Santiago del Estero   | Alfredo Terrera                     |
| Defensa y Justicia      | Florencio Varela      | Norberto "Tito" Tomaghello          |
| Dep. Riestra            | Buenos Aires          | Guillermo Laza                      |
| Estudiantes (LP)        | La Plata              | Jorge Luis Hirschi                  |
| Gimnasia (LP)           | La Plata              | Juan Carmelo Zerillo                |
| Godoy Cruz              | Mendoza               | Malvinas Argentinas                 |
| Huracán                 | Buenos Aires          | Tomás Adolfo Ducó                   |
| Independiente           | Avellaneda            | Libertadores de América             |
| Independiente Rivadavia | Mendoza               | Bautista Gargantini                 |
| Instituto (C)           | Córdoba               | Juan Domingo Perón                  |
| Lanús                   | Lanús                 | Ciudad de Lanús – Néstor Díaz Pérez |
| Newell's Old Boys       | Rosario               | Marcelo Bielsa                      |
| Platense                | Vicente López         | Ciudad de Vicente López             |
| Racing Club             | Avellaneda            | Presidente Perón                    |
| River Plate             | Buenos Aires          | Monumental Antonio Vespucio Liberti |
| Rosario Central         | Rosario               | Gigante de Arroyito                 |
| San Lorenzo             | Buenos Aires          | Pedro Bidegain                      |
| San Martín (SJ)         | San Juan              | Ingeniero Hilario Sánchez           |
| Sarmiento (J)           | Junín                 | Eva Perón                           |
| Talleres (C)            | Córdoba               | Mario Alberto Kempes                |
| Tigre                   | Victoria              | José Dellagiovanna                  |
| Unión (SF)              | Santa Fe              | 15 de Abril                         |
| Vélez Sarsfield         | Buenos Aires          | José Amalfitani                     |

## Formato
L'attuale formato per la stagione 2025 prevede la disputa di due tornei semestrali separati: il Torneo Apertura e il Torneo Clausura. Ognuno dei tornei divide le squadre in due gironi da 15 squadre ciascuno, qualificando 8 squadre alla Fase Final, un torneo ad eliminazione diretta che sancisce la squadra campione del periodo e le qualificazioni alle coppe internazionali nel 2026.

### Retrocessioni e promozioni
Delle due retrocessioni delle squadre nel secondo livello del campionato argentino di calcio, la Primera B Nacional, uno si realizza attraverso il sistema del cosiddetto promedio. Alla fine di ogni stagione, le squadre con il peggior promedio, ovvero la peggior media-punti (considerando i risultati della stagione attuale e delle due, tre o quattro stagioni precedenti, a seconda del regolamento del campionato) retrocedono nella serie inferiore, venendo rimpiazzate dalle migliori squadre della serie cadetta (la cui determinazione cambia a seconda del regolamento adottato di anno in anno). L'altro calo corrisponde alla squadra che ha totalizzato meno punti nella cosiddetta “tabella annuale”.
A causa della pandemia di COVID-19 ed il conseguente stop dei campionati, la AFA ha deciso di congelare le retrocessioni per due stagioni consecutive, ripristinandole a partire dalla stagione 2022. Nello stesso lasso di tempo non sono state annullate le promozioni in Primera División, comportando un aumento delle squadre nella massima categoria, fino alle 30 attuali.
Il sistema del promedio, introdotto per la prima volta nella stagione 1957 e poi riutilizzato nella stagione 1966, è stato definitivamente introdotto a partire dall'anno 1983. Durante gli anni si sono sollevate numerose critiche rivolte contro tale sistema miranti a considerare che tale sistema favorirebbe le cosiddette grandi del calcio argentino, dopo la clamorosa retrocessione del San Lorenzo nel 1981. Tuttavia, dati alla mano, altre grandi sono retrocesse dalla Primera División con il sistema del promedio: il Racing Club è retrocesso nel 1983, il River Plate nel 2010-2011 (dopo aver perso la sfida-salvezza contro il Belgrano), l'Independiente nel 2012-2013. Inoltre, rispettivamente nelle stagioni 2007-2008 e 2011-2012, lo stesso Racing Club e il San Lorenzo hanno dovuto affrontare (vincendo in entrambi i casi) lo spareggio per non retrocedere.
Nonostante questi dati, le critiche contro il sistema del promedio continuano a venire sollevate. Innanzitutto si sostiene che tale sistema è stato creato proprio per evitare la retrocessione delle grandi squadre argentine; inoltre il promedio condanna le squadre sfavorite dal promedio a dover subire i pessimi risultati delle stagioni precedenti; infine, tale sistema costringe le squadre neopromosse a dover obbligatoriamente conseguire ottimi risultati al loro ritorno in Primera (dato che si considerano solo i punti ottenuti nella categoria).

## Le grandi rivalità: iclásicos
Con il termine clásico si definisce la partita che vede affrontarsi due squadre legate da una forte rivalità storica, dovuta a motivi geografici o storici. Nella lista seguente sono elencate le rivalità più note e importanti che hanno come protagoniste squadre che hanno militato in Primera División.
- Il Superclásico tra Boca Juniors e River Plate: 215 partite (9 nell'era amatoriale e 206 nell'era professionale)
- Il Clásico de Avellaneda tra Independiente e Racing Club: 215 partite (18 nell'era amatoriale e 197 nell'era professionistica)
- Il Clásico rosarino tra Rosario Central e Newell's Old Boys: 177 partite (tutte disputate nell'era professionale)
- Il Clásico platense tra Estudiantes (LP) e Gimnasia (LP): 175 partite (10 nell'era amatoriale e 165 nell'era professionistica)
- Il Clasico de Barrio Porteño tra Huracán e San Lorenzo: 175 partite (7 nell'era amatoriale e 168 nell'era professionistica)
- Il Clásico del Oeste tra Ferro Carril Oeste e Vélez Sarsfield: 150 partite (14 nell'era amatoriale e 136 nell'era professionistica)
- Il Clásico del Sur, tra Lanús e Banfield: 97 partite (14 nell'era amatoriale e 83 nell'era professionistica)
- Il Clásico de Villa Crespo tra Atlanta e Chacarita Juniors: 97 partite (3 nell'era amatoriale e 94 nell'era professionistica)
- Il Clásico de la Zona Norte tra Platense e Tigre: 60 partite (19 nell'era amatoriale e 41 nell'era professionistica)
- Il Clásico santafesino tra Colón (SF) e Unión (SF): 58 partite (tutte disputate nell'era professionistica)
- Il Clasico di Cordoba tra Belgrano e Talleres: 24 partite (tutte disputate nell'era professionistica)

Con il termine clásico si definiscono tuttavia anche le sfide tra le cinque grandi del calcio argentino (Boca Juniors, Independiente, Racing Club, River Plate e San Lorenzo de Almagro).

## Albo d'oro
Il River Plate è la squadra più titolata con trentotto titoli, di cui uno vinto durante l'era amatoriale e i restanti trentasette durante l'era professionistica. Il Boca Juniors si trova al secondo posto con trentacinque riconoscimenti, ed è seguito dal Racing Club con diciotto affermazioni.

## Vittorie per squadra

### Era amatoriale
| Squadra             | Titoli | Anno/Torneo                                                      |
| ------------------- | ------ | ---------------------------------------------------------------- |
| Alumni              | 10     | 1900, 1901, 1902, 1903, 1905, 1906, 1907, 1909, 1910, 1911       |
| Racing Club         | 9      | 1913, 1914, 1915, 1916, 1917, 1918, 1919 AAm, 1921 AAm, 1925 AAm |
| Boca Juniors        | 6      | 1919, 1920, 1923, 1924, 1926, 1930                               |
| Lomas Athletic      | 6      | 1893, 1894, 1895, 1896, 1897, 1898                               |
| Huracán             | 4      | 1921, 1922, 1925, 1928                                           |
| Belgrano AC         | 3      | 1899, 1904, 1908                                                 |
| San Lorenzo         | 3      | 1923 AAm, 1924 AAm, 1927                                         |
| Estudiantil Porteño | 2      | 1931, 1934                                                       |
| Independiente       | 2      | 1922 AAm, 1926 AAm                                               |
| Porteño             | 2      | 1912 FAF, 1914 FAF                                               |
| Dock Sud            | 1      | 1933                                                             |
| Estudiantes (LP)    | 1      | 1913 FAF                                                         |
| Gimnasia (LP)       | 1      | 1929                                                             |
| Old Caledonians     | 1      | 1891                                                             |
| Quilmes             | 1      | 1912                                                             |
| River Plate         | 1      | 1920 AAm                                                         |
| Sp. Barracas        | 1      | 1932                                                             |
| St. Andrew's        | 1      | 1891                                                             |

### Era professionistica
| Squadra            | Titoli | Anno/Torneo |
| ------------------ | ------ | --- |
| River Plate        | 37     | 1932 LAF, 1936 (Copa Campeonato), 1936 (Copa de Oro), 1937, 1941, 1942, 1945, 1947, 1952, 1953, 1955, 1956, 1957, Metropolitano 1975, Nacional 1975, Metropolitano 1977, Metropolitano 1979, Nacional 1979, Metropolitano 1980, Nacional 1981, 1985-1986, 1989-1990, Apertura 1991, Apertura 1993, Apertura 1994, Apertura 1996, Clausura 1997, Apertura 1997, Apertura 1999, Clausura 2000, Clausura 2002, Clausura 2003, Clausura 2004, Clausura 2008, Final 2014, 2021, 2023 |
| Boca Juniors       | 29     | 1931 LAF, 1934 LAF, 1935, 1940, 1943, 1944, 1954, 1962, 1964, 1965, Nacional 1969, Nacional 1970, Metropolitano 1976, Nacional 1976, Metropolitano 1981, Apertura 1992, Apertura 1998, Clausura 1999, Apertura 2000, Apertura 2003, Apertura 2005, Clausura 2006, Apertura 2008, Apertura 2011, 2015, 2016-2017, 2017-2018, 2019-2020, 2022 |
| Independiente      | 14     | 1938, 1939, 1948, 1960, 1963, Nacional 1967, Metropolitano 1970, Metropolitano 1971, Nacional 1977, Nacional 1978, Metropolitano 1983, 1988-1989, Clausura 1994, Apertura 2002 |
| San Lorenzo        | 12     | 1933 LAF, 1936 (Copa de Honor), 1946, 1959, Metropolitano 1968, Metropolitano 1972, Nacional 1972, Nacional 1974, Clausura 1995, Clausura 2001, Clausura 2007, Inicial 2013 |
| Vélez Sarsfield    | 11     | Nacional 1968, Clausura 1993, Apertura 1995, Clausura 1996, Clausura 1998, Clausura 2005, Clausura 2009, Clausura 2011, Inicial 2012, Superfinal 2013, 2024 |
| Racing Club        | 9      | 1949, 1950, 1951, 1958, 1961, 1966, Apertura 2001, 2014, 2018-2019 |
| Newell's Old Boys  | 6      | Metropolitano 1974, 1987-1988, 1990-1991, Clausura 1992, Apertura 2004, Final 2013 |
| Estudiantes (LP)   | 5      | Metropolitano 1967, Metropolitano 1982, Nacional 1983, Apertura 2006, Apertura 2010 |
| Rosario Central    | 4      | Nacional 1971, Nacional 1973, Nacional 1980, 1986-1987 |
| Argentinos Juniors | 3      | Nacional 1984, Nacional 1985, Clausura 2010 |
| Ferro Carril Oeste | 2      | Nacional 1982, Metropolitano 1984 |
| Lanús              | 2      | Apertura 2007, 2016 |
| Arsenal Sarandí    | 1      | Clausura 2012 |
| Banfield           | 1      | Apertura 2009 |
| Chacarita Juniors  | 1      | Metropolitano 1969 |
| Huracán            | 1      | Metropolitano 1973 |
| Platense           | 1      | Apertura 2025 |
| Quilmes            | 1      | Metropolitano 1978 |

### Vittorie totali[18]
| Squadra             | Era amatoriale | Era professionistica | Totale |
| ------------------- | -------------- | -------------------- | ------ |
| River Plate         | 1              | 37                   | 38     |
| Boca Juniors        | 6              | 29                   | 35     |
| Racing Club         | 9              | 9                    | 18     |
| Independiente       | 2              | 14                   | 16     |
| San Lorenzo         | 3              | 12                   | 15     |
| Vélez Sarsfield     | —              | 11                   | 11     |
| Alumni              | 10             | —                    | 10     |
| Estudiantes (LP)    | 1              | 5                    | 6      |
| Lomas Athletic      | 6              | —                    | 6      |
| Newell's Old Boys   | —              | 6                    | 6      |
| Huracán             | 4              | 1                    | 5      |
| Rosario Central     | —              | 4                    | 4      |
| Argentinos Juniors  | —              | 3                    | 3      |
| Belgrano AC         | 3              | —                    | 3      |
| Estudiantil Porteño | 2              | —                    | 2      |
| Ferro Carril Oeste  | —              | 2                    | 2      |
| Lanús               | —              | 2                    | 2      |
| Porteño             | 2              | —                    | 2      |
| Quilmes             | 1              | 1                    | 2      |
| Arsenal Sarandí     | —              | 1                    | 1      |
| Banfield            | —              | 1                    | 1      |
| Chacarita Juniors   | —              | 1                    | 1      |
| Dock Sud            | 1              | —                    | 1      |
| Gimnasia (LP)       | 1              | —                    | 1      |
| Old Caledonians     | 1              | —                    | 1      |
| Platense            | —              | 1                    | 1      |
| Sp. Barracas        | 1              | —                    | 1      |
| St. Andrew's        | 1              | —                    | 1      |

## Statistiche

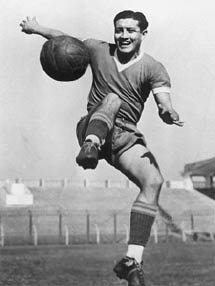
Il paraguaiano Arsenio Erico, con la maglia dell'Independiente di Avellaneda. Erico è il massimo goleador nella storia della Primera División nell'era professionistica.

### Classifica marcatori dellaPrimera División[19]
| Pos. |                     | Gol segnati | Partite | Media |
| ---- | ------------------- | ----------- | ------- | ----- |
| 1.   | Arsenio Erico       | 295         | 332     | 0,89  |
| 2.   | Ángel Labruna       | 293         | 515     | 0,57  |
| 3.   | Herminio Masantonio | 256         | 358     | 0,72  |
| 4.   | Manuel Pelegrina    | 245         | 490     | 0,50  |
| 5.   | Martín Palermo      | 236         | 410     | 0,58  |
| 6.   | José Sanfilippo     | 226         | 330     | 0,68  |
| 7.   | Ricardo Infante     | 217         | 439     | 0,49  |
| 8.   | Oscar Más           | 215         | 429     | 0,50  |
| 9.   | Bernabé Ferreyra    | 208         | 197     | 1,05  |
| 10.  | Carlos Bianchi      | 206         | 324     | 0,64  |